# 金光栄
金 光栄（キム・グァンヨン、朝鮮語: 김광영）は、朝鮮民主主義人民共和国の政治家。林業相、江原道林業連合企業所支配人、最高人民会議代議員などを歴任した。

## 経歴
出生地や生年月日は不明。2002年に江原道林業連合企業所支配人に就任した。2007年に林業副相に転じ、ロシアを訪問し、露朝政府間貿易・経済・科学技術協力委員会林業分科委員会に参加した。2008年10月に林業相に昇進し、2009年4月に最高人民会議第12期代議員に選出され、同年4月9日に開催された最高人民会議第12期第1回会議で林業相に再任された。その後、最高人民会議第13期代議員に選出されず、2014年4月9日に開催された最高人民会議第13期第1回会議で林業相を解任された。

## 参考サイト
- 북한정보포털

| 先代石君守 | 林業相2008年 - 2014年 | 次代韓龍国 |